# Горули Мцване
Горули мцване (გორული მწვანე), «зеленый горский» — автохтонный технический (винный) сорт винограда, известный с древних времён. Входит в эколого-географическую группу сортов винограда бассейна Чёрного моря. Используется для производства белых вин и на виноматериалы для игристых вин в Грузии. Культивируется в Картли и Имерети.

## Основные характеристики
Цветок обоеполый. Грозди средние, конические или ширококонические, иногда цилиндрической формы, средней плотности, реже плотные.
Ягоды среднего размера, форма круглая или слегка сплюснутая, цвет зеленовато-желтый, в полной зрелости — желтый, розоватый, восковой налёт не ярко выраженный сероватый, покрыты обильным восковым налетом. Мякоть мясистая и сочная, сладкая на вкус, немного вяжущая. Кожица тонкая, крепкая и грубоватая.
Сорт позднего периода созревания. Урожай собирают в октябре, в части Имерети — в середине сентября-октябре. Вегетационный период 210—220 дней. Вызревание — 75-80 %. Сила роста (энергия роста в течение вегетационного периода) высокая или выше средней. Урожайность с одного гектара — 7—9 т.
Очень повреждается мильдью, в Картли наряду с чинури считается достаточно устойчивым к филлоксере.
Выращивается при двусторонней формировке, число плодовых звеньев — два, применяется также веерная полудлинная обрезка. Среднеморозоустойчив.
Выход сусла (количество сока, выделяемое при дроблении и гребнеотделении, иногда в результате прессования винограда) у горули мцване 74—75%. Сбор на шампанские виноматериалы производится при достижении сахаристости 18—19%, а кислотности 9—10 г/дм3. При сборе на столовые виноматериалы сахаристость должна достигать 21—22%, кислотность 6—8 г/дм3.

## Вина
Столовые вина из винограда этого сорта обладают светло-золотистой окраской, свежестью, имеют раскрытый сортовой аромат, полнотелые, гармоничные. Виноматериалы для шампанских вин зеленовато-золотистого цвета, лёгкие, для них характерны яркий сортовой аромат яркий и тонкий вкус.